# Liquid Spirit
Liquid Spirit è il terzo album in studio del musicista statunitense Gregory Porter, pubblicato nel 2013.

## Tracce
Testi e musiche di Gregory Porter, eccetto dove indicato.
1. No Love Dying – 3:56
2. Liquid Spirit – 3:36
3. Lonesome Lover – 3:11 (Abbey Lincoln, Max Roach)
4. Water Under Bridges – 3:32
5. Hey Laura – 3:19
6. Musical Genocide – 3:45
7. Wolfcry – 4:10
8. Free – 5:01 (Zak Najor, Gregory Porter)
9. Brown Grass – 4:17
10. Wind Song – 3:23
11. The 'In' Crowd – 3:37 (Billy Page)
12. Movin' – 4:49
13. When Love Was King – 6:52
14. I Fall in Love Too Easily – 7:47 (Sammy Cahn, Jule Styne)

Tracce Bonus Edizione speciale
1. When You Wish Upon A Star – 3:48
2. Liquid Spirit (Claptone Remix /Full Vocal Version) – 2:44
3. Puttin' On The Ritz – 3:06
4. Fly Me To The Moon (In Other Words) (with Julie London) – 2:41
5. Don't Let Me Be Misunderstood (Jamie Cullum featuring Gregory Porter) – 2:58

## Premi
- Grammy Award
  - 2014: "Best Jazz Vocal Album"